# Lijst van Amerikaanse ministers van Landbouw
De minister van Landbouw (Engels: Secretary of Agriculture) leidt het ministerie van Landbouw van de Verenigde Staten.
| Nr.    | Minister van Landbouw Secretary of Agriculture | Minister van Landbouw Secretary of Agriculture | Minister van Landbouw Secretary of Agriculture | Ambtstermijn                | Ambtstermijn      | Partij(en)   | President(en)                         | Kabinet(en)             |
| ------ | ---------------------------------------------- | ---------------------------------------------- | ---------------------------------------------- | --------------------------- | ----------------- | ------------ | ------------------------------------- | ----------------------- |
| 1      |                                                | Norman Coleman                                 | Norman Coleman (1827–1911)                     | 15 februari 1889            | 4 maart 1889      | D            | Grover Cleveland (1885–1889)          | Cleveland I             |
| 2      |                                                | Jeremiah Rusk                                  | Jeremiah Rusk (1830–1893)                      | 4 maart 1889                | 4 maart 1893      | R            | Benjamin Harrison (1889–1893)         | B. Harrison (1889–1893) |
| 3      |                                                | Julius Morton                                  | Julius Morton (1832–1902)                      | 4 maart 1893                | 4 maart 1897      | D            | Grover Cleveland (1893–1897)          | Cleveland II            |
| 4      |                                                | Jim Wilson                                     | Jim Wilson (1835–1920)                         | 4 maart 1897                | 4 maart 1913      | R            | William McKinley (1897–1901)          | McKinley                |
| 4      | Theodore Roosevelt (1901–1909)                 | Jim Wilson                                     | Jim Wilson (1835–1920)                         | 4 maart 1897                | 4 maart 1913      | R            | T. Roosevelt                          |                         |
| 4      | William Howard Taft (1909–1913)                | Jim Wilson                                     | Jim Wilson (1835–1920)                         | 4 maart 1897                | 4 maart 1913      | R            | Taft                                  |                         |
| 5      |                                                | David Houston                                  | David Houston (1866–1940)                      | 4 maart 1913                | 1 februari 1920   | D            | Woodrow Wilson (1913–1921)            | Wilson                  |
| 6      |                                                | Edwin Meredith                                 | Edwin Meredith (1876–1928)                     | 1 februari 1920             | 4 maart 1921      | D            | Woodrow Wilson (1913–1921)            | Wilson                  |
| 7      |                                                | Henry Cantwell Wallace                         | Henry Cantwell Wallace (1866–1924)             | 4 maart 1921                | 25 oktober 1924   | R            | Warren Harding (1921–1923)            | Harding                 |
| 7      | Calvin Coolidge (1923–1929)                    | Henry Cantwell Wallace                         | Henry Cantwell Wallace (1866–1924)             | 4 maart 1921                | 25 oktober 1924   | R            | Coolidge                              |                         |
| Vacant | Calvin Coolidge (1923–1929)                    |                                                |                                                |                             |                   |              | Coolidge                              |                         |
| 8      | Calvin Coolidge (1923–1929)                    |                                                | Howard Gore                                    | Howard Gore (1877–1947)     | 22 november 1924  | 4 maart 1925 | Coolidge                              | R                       |
| 9      | Calvin Coolidge (1923–1929)                    |                                                | William Jardine                                | William Jardine (1879–1955) | 4 maart 1925      | 4 maart 1929 | Coolidge                              | R                       |
| 10     |                                                | Arthur Hyde                                    | Arthur Hyde (1877–1947)                        | 4 maart 1929                | 4 maart 1933      | R            | Herbert Hoover (1929–1933)            | Hoover                  |
| 11     |                                                | Henry Wallace                                  | Henry Wallace (1888–1965)                      | 4 maart 1933                | 4 september 1940  | R (1933–36)  | Franklin Delano Roosevelt (1933–1945) | F.D. Roosevelt          |
| 11     | D (1936–40)                                    | Henry Wallace                                  | Henry Wallace (1888–1965)                      | 4 maart 1933                | 4 september 1940  |              | Franklin Delano Roosevelt (1933–1945) | F.D. Roosevelt          |
| 12     |                                                | Claude Wickard                                 | Claude Wickard (1893–1967)                     | 4 september 1940            | 30 juni 1945      | D            | Franklin Delano Roosevelt (1933–1945) | F.D. Roosevelt          |
| 12     |                                                | Claude Wickard                                 | Claude Wickard (1893–1967)                     | 4 september 1940            | 30 juni 1945      | D            | Harry S. Truman (1945–1953)           | Truman                  |
| 13     |                                                | Clinton Anderson                               | Clinton Anderson (1895–1975)                   | 30 juni 1945                | 10 mei 1948       | D            | Harry S. Truman (1945–1953)           | Truman                  |
| Vacant |                                                |                                                |                                                |                             |                   |              | Harry S. Truman (1945–1953)           | Truman                  |
| 14     |                                                | Charles Brannan                                | Charles Brannan (1903–1992)                    | 1 juni 1948                 | 20 januari 1953   | D            | Harry S. Truman (1945–1953)           | Truman                  |
| 15     |                                                | Ezra Benson                                    | Ezra Benson (1899–1994)                        | 20 januari 1953             | 20 januari 1961   | R            | Dwight D. Eisenhower (1953–1961)      | Eisenhower              |
| 16     |                                                | Orville Freeman                                | Orville Freeman (1918–2003)                    | 20 januari 1961             | 20 januari 1969   | D            | John F. Kennedy (1961–1963)           | Kennedy                 |
| 16     | Lyndon B. Johnson (1963–1969)                  | Orville Freeman                                | Orville Freeman (1918–2003)                    | 20 januari 1961             | 20 januari 1969   | D            | L.B. Johnson                          |                         |
| 17     |                                                | Clifford Hardin                                | Clifford Hardin (1915–2010)                    | 20 januari 1969             | 17 november 1971  | R            | Richard Nixon (1969–1974)             | Nixon                   |
| Vacant |                                                |                                                |                                                |                             |                   |              | Richard Nixon (1969–1974)             | Nixon                   |
| 18     |                                                | Earl Butz                                      | Earl Butz (1909–2008)                          | 2 december 1971             | 4 oktober 1976    | R            | Richard Nixon (1969–1974)             | Nixon                   |
| 18     |                                                | Earl Butz                                      | Earl Butz (1909–2008)                          | 2 december 1971             | 4 oktober 1976    | R            | Gerald Ford (1974–1977)               | Ford                    |
| Vacant |                                                |                                                |                                                |                             |                   |              | Gerald Ford (1974–1977)               | Ford                    |
| 19     |                                                | John Knebel                                    | John Knebel (1936)                             | 4 november 1976             | 20 januari 1977   | R            | Gerald Ford (1974–1977)               | Ford                    |
| 20     |                                                | Robert Bergland                                | Robert Bergland (1928–2018)                    | 20 januari 1977             | 20 januari 1981   | D            | Jimmy Carter (1977–1981)              | Carter                  |
| 21     |                                                | John Block                                     | John Block (1935)                              | 20 januari 1981             | 14 februari 1986  | R            | Ronald Reagan (1981–1989)             | Reagan                  |
| Vacant |                                                |                                                |                                                |                             |                   |              | Ronald Reagan (1981–1989)             | Reagan                  |
| 22     |                                                | Richard Lyng                                   | Richard Lyng (1918–2003)                       | 7 maart 1986                | 20 januari 1989   | R            | Ronald Reagan (1981–1989)             | Reagan                  |
| Vacant | Vacant                                         | Vacant                                         | Vacant                                         | Vacant                      | Vacant            | Vacant       | George H.W. Bush (1989–1993)          | G.H.W. Bush             |
| 23     |                                                | Clayton Yeutter                                | Clayton Yeutter (1930–2017)                    | 16 februari 1989            | 1 maart 1991      | R            | George H.W. Bush (1989–1993)          | G.H.W. Bush             |
| Vacant |                                                |                                                |                                                |                             |                   |              | George H.W. Bush (1989–1993)          | G.H.W. Bush             |
| 24     |                                                | Ed Madigan                                     | Ed Madigan (1936–1994)                         | 8 maart 1991                | 20 januari 1993   | R            | George H.W. Bush (1989–1993)          | G.H.W. Bush             |
| 25     |                                                | Mike Espy                                      | Mike Espy (1953)                               | 20 januari 1993             | 31 december 1994  | D            | Bill Clinton (1993–2001)              | Clinton                 |
| [ 6 ]  |                                                |                                                | Richard Rominger (1927–2020)                   | 31 december 1994            | 30 maart 1995     | D            | Bill Clinton (1993–2001)              | Clinton                 |
| 26     |                                                | Dan Glickman                                   | Dan Glickman (1944)                            | 30 maart 1995               | 20 januari 2001   | D            | Bill Clinton (1993–2001)              | Clinton                 |
| 27     |                                                | Ann Veneman                                    | Ann Veneman (1949)                             | 20 januari 2001             | 20 januari 2005   | R            | George W. Bush (2001–2009)            | G.W. Bush               |
| 28     |                                                | Mike Johanns                                   | Mike Johanns (1950)                            | 20 januari 2005             | 20 september 2007 | R            | George W. Bush (2001–2009)            | G.W. Bush               |
| [ 6 ]  |                                                | Chuck Conner                                   | Chuck Conner (1957)                            | 20 september 2007           | 28 januari 2008   | R            | George W. Bush (2001–2009)            | G.W. Bush               |
| 29     |                                                | Ed Schafer                                     | Ed Schafer (1946)                              | 28 januari 2008             | 20 januari 2009   | R            | George W. Bush (2001–2009)            | G.W. Bush               |
| 30     |                                                | Tom Vilsack                                    | Tom Vilsack (1950)                             | 20 januari 2009             | 13 januari 2017   | D            | Barack Obama (2009–2017)              | Obama                   |
| [ 6 ]  |                                                | Michael Scuse                                  | Michael Scuse (1954)                           | 13 januari 2017             | 20 januari 2017   | D            | Barack Obama (2009–2017)              | Obama                   |
| [ 6 ]  |                                                | Mike Young                                     | Mike Young (1949)                              | 20 januari 2017             | 25 april 2017     | O            | Donald Trump (2017–2021)              | Trump I                 |
| 31     |                                                | Sonny Perdue                                   | Sonny Perdue (1946)                            | 25 april 2017               | 20 januari 2021   | R            | Donald Trump (2017–2021)              | Trump I                 |
| [ 6 ]  |                                                | Kevin Shea                                     | Kevin Shea                                     | 20 januari 2021             | 24 februari 2021  | O            | Joe Biden (2021–2025)                 | Biden                   |
| 32     |                                                | Tom Vilsack                                    | Tom Vilsack (1950)                             | 24 februari 2021            | 20 januari 2025   | D            | Joe Biden (2021–2025)                 | Biden                   |
| [ 6 ]  |                                                | Gary Washington                                | Gary Washington                                | 20 januari 2025             | 13 februari 2025  | O            | Donald Trump (2025–heden)             | Trump II                |
| 33     |                                                | Brooke Rollins                                 | Brooke Rollins (1972)                          | 13 februari 2025            | heden             | R            | Donald Trump (2025–heden)             | Trump II                |